# 奥村竹三

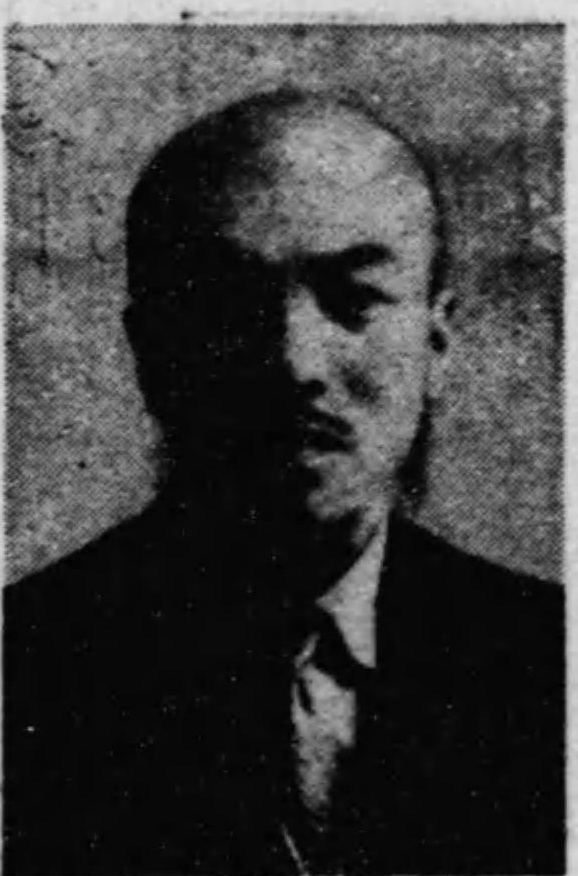
奥村竹三

奥村 竹三（おくむら たけぞう、1896年（明治29年）3月18日 – 1981年（昭和56年）1月31日）は、大正から昭和期の教育者、政治家。衆議院議員（1期）。

## 経歴
京都府出身。1915年（大正4年）京都府師範学校を卒業した。
船井郡田原小学校訓導、同檜山小学校訓導兼校長、檜山村実業補習学校長、京都府社会教育主事補、京都府属兼視学、園部町実業補習学校長兼教諭、同実業青年学校長などを務めた。
1946年（昭和21年）4月、第22回衆議院議員総選挙に京都府全府区から日本自由党公認で立候補して落選。1947年（昭和22年）4月の第23回総選挙に京都府第2区から日本自由党公認で出馬して当選し、その後、民主自由党に所属して衆議院議員に1期在任した。その後、第24回総選挙に立候補したが落選した。
1981年1月、京都府船井郡園部町（現南丹市園部町）の自宅で脳内出血により死去した。死没日をもって勲四等瑞宝章追贈（勲六等からの昇叙）、正七位から従五位に叙される。